# Jean-Manuel Mbom
Jean-Manuel Mbom (Bovenden, 24 febbraio 2000) è un calciatore tedesco, centrocampista del Viborg.

## Caratteristiche tecniche
È un centrocampista difensivo che può essere utilizzato anche come terzino destro.
Nel 2017 è stato inserito nella lista dei migliori sessanta calciatori nati nel 2000 stilata da The Guardian.

## Carriera

### Club
Nato a Bovenden da genitori di origine camerunese,, ha iniziato a giocare a calcio presso la squadra della sua città, per poi passare nel 2012 al Göttingen e l'anno seguente al Werder Brema. Con il club biancoverde ha trascorso cinque stagioni nelle formazioni giovanili ottenendo la promozione nella squadra B militante in Fußball-Regionalliga nel 2018, dove ha collezionato 23 presenze e segnato una rete.
Il 25 giugno 2019 è stato ceduto in prestito al Uerdingen 05, in 3. Liga, dove ha fatto il suo esordio fra i professionisti il 21 luglio in occasione dell'incontro di campionato vinto 1-0 contro l'Hallescher. Divenuto un elemento cardine del club, al termine della stagione ha fatto rientro a Brema dopo aver giocato 28 partite e segnato una rete, ottenendo la conferma in vista della stagione 2020-2021. Il 26 settembre 2020 ha debuttato in Bundesliga giocando da titolare il match vinto 3-1 contro lo Schalke 04.

### Nazionale
Nel 2019 ha giocato 3 partite con la nazionale tedesca Under-19.

## Statistiche
Statistiche aggiornate al 26 ottobre 2020.

### Presenze e reti nei club
| Stagione        | Squadra         | Campionato      | Campionato | Campionato | Coppe nazionali | Coppe nazionali | Coppe nazionali | Coppe continentali | Coppe continentali | Coppe continentali | Altre coppe | Altre coppe | Altre coppe | Totale | Totale | Totale |
| Stagione        | Squadra         | Comp            | Pres       | Reti       | Comp            | Pres            | Reti            | Comp               | Pres               | Reti               | Comp        | Pres        | Reti        | Pres   | Reti   |        |
| --------------- | --------------- | --------------- | ---------- | ---------- | --------------- | --------------- | --------------- | ------------------ | ------------------ | ------------------ | ----------- | ----------- | ----------- | ------ | ------ | ------ |
| 2018-2019       | Werder Brema II | RL              | 23         | 1          |                 | -               | -               |                    | -                  | -                  |             | -           | -           | 23     | 1      |        |
| 2019-2020       | Uerdingen 05    | 3L              | 28         | 1          | CG              | 1               | 0               |                    | -                  | -                  |             | -           | -           | 29     | 1      |        |
| 2020-2021       | Werder Brema    | BL              | 4          | 0          | CG              | 0               | 0               |                    | -                  | -                  |             | -           | -           | 4      | 0      |        |
| Totale carriera | Totale carriera | Totale carriera | 55         | 2          |                 | 1               | 0               |                    | -                  | -                  |             | -           | -           | 56     | 2      |        |